# 一硅化钙
一硅化钙是一种无机化合物，化学式为CaSi，它可由钙和硅在1000 °C以上反应得到：
Ca + Si → CaSi
它是正交晶系晶体，空间群Cmcm。